# L'Île de Giovanni
L'île de Giovanni (ジョバンニの島, Joban'ni no shima) est un film d'animation japonais sorti en 2014 réalisé par Mizuho Nishikubo et produit par Production I.G. Il remporte le Prix Mainichi du meilleur film d'animation 2014.

## Synopsis
Le film, inspiré de faits réels, raconte l'histoire de deux frères, Junpei et Kanta, sur l'île de Chikotan après que celle-ci a été annexée par l'armée soviétique de l'oblast de Sakhaline après la Seconde Guerre mondiale. Les habitants de l'île doivent vivre dans des conditions de vie difficiles, mais l'espoir renaît grâce à deux enfants, Junpei et Tanya.

## Personnages
Junpei Senô (瀬能 純平, Senō Junpei)Personnage principal du film.
Tanya Koshkina (ターニャ)Personnage principal féminin du film.
Kanta Senô (瀬能 寛太, Senō Kanta)Petit frère de Junpei.
Tatsuo Senô (瀬能 辰夫, Senō Tatsuo)Père de Junpei et Kanta.
Genzô Senô (瀬能 辰夫, Senō Genzō)Grand-père de Junpei et Kanta.
Hideo Senô (瀬能 英夫, Senō Hideo)Oncle de Junpei et Kanta.
Michan (みっちゃん)Domestique travaillant chez les Junpei.
Sawako (佐和子)Amie d'enfance de Tatsuo et Hideo.

## Production
Le film a été annoncé en septembre 2013 par le studio Production I.G. Il est réalisé par Mizuho Nishikubo avec un scénario Yoshiki Sakurai et Shigemichi Sugita, et est présenté par la Japan Association of Music Enterprises pour célébrer son 50e anniversaire. Le film est sorti dans les salles japonaises le 22 février 2014.
En France, le film est diffusé en avant-première le 24 avril 2014 à Paris et sort au cinéma le 28 mai 2014.

## Doublage
| Personnages | Personnages | Voix japonaises    | Voix françaises   |
| ----------- | ----------- | ------------------ | ----------------- |
| Junpei Senō | enfant      | Kota Yokoyama      | Benjamin Bollen   |
| Junpei Senō | présent     | Tatsuya Nakadai    | Frédéric Cerdal   |
| Tanya       | Tanya       | Polina Ilyushenko  |                   |
| Kanta Senō  | Kanta Senō  | Junya Taniai       | Fanny Bloc        |
| Tatsuo Senō | Tatsuo Senō | Masachika Ichimura | Philippe Roullier |
| Genzō Senō  | Genzō Senō  | Saburo Kitajima    | Gérard Boucaron   |
| Sawako      | enfant      | Yukie Nakama       | Nzunga Mbembo     |
| Sawako      | présent     | Kaoru Yachigusa    | Nikie Lescot      |
| Hideo Senō  | Hideo Senō  | Yusuke Santamaria  | Frédéric Popovic  |

## Autour du film
Le film est nourri de références à la nouvelle Train de nuit dans la Voie lactée de Kenji Miyazawa (1927).

## Récompenses
- Prix Mainichi du meilleur film d'animation 2014